# Dorothea Petersen
Dorothea Petersen (født i 1944 i Harreslevmark ved Flensborg) er en dansk-sydslesvigsk forfatter. 
Hun stammer fra Harreslevmark ved Flensborg, men flyttede som voksen til Danmark, hvor hun giftede sig og stiftede familie. Hun er uddannet cand. scient. i matematik og filosofi. I 2001 var hun medforfatter til Mit Barn Døde. I 2010 modtog hun en litteraturpris i konkurrencen Det fortællende Europa for fortællingen At finde et sprog. I hendes udgivelse Parallelle verdener fra 2012 beskriver hun en typisk dansk-tysk opvækst i efterkrigstidens Sydslesvig. I 2014 udkom den historiske roman Havets rytter, som handler om livet i byen Rungholt på den nordfrisiske ø Strand før den store manddrukning.

## Udgivelser (udvalg)
- Mit Barn Døde (2001, medforfatter)
- Parallelle verdener (2012)
- Havets rytter (2014)